# Johnny Vegas
Johnny Vegas, geboren als Michael Joseph Pennington (St. Helens (Merseyside), 11 september 1971), is een Engelse acteur, komiek, schrijver, producer en pottenbakker.

## Biografie

### Jonge jaren
Vegas werd geboren als jongste uit een gezin van vier kinderen. Hij heeft twee broers Robert en Marc en een zuster Catherine. Het gezin Pennington met vader Laurence en moeder Patricia, was katholiek. Op 11-jarige leeftijd ging hij naar het kleinseminarie in het St Joseph's College in Upholland maar verliet dit na het vierde trimester.
Hij ging toen naar West Park Grammer School, een strikte jongensschool. Daar verzaakte hij zijn goede schoolresultaten en mogelijkheden, door een enorme drang om erbij te horen.

### Leven pre-Johnny Vegas
Op een leeftijd van 24 en na een zware depressie besloot Johnny om weer les te gaan volgen op het seminarie. Hij startte er een opleiding voor priester, maar verliet weer het seminarie nadat hij erachter kwam dat een leven als priester hem niet lag. Hij ging een tijdje als vakantie-animator werken in het Butlins-vakantiekamp.
Na zijn job als animator ging hij aan de Middlesex University kunst en keramiek volgen. Na drie jaar studeerde hij af en had hij een Bachelor of Arts op zak. Vegas was echter teleurgesteld en hoopte met professioneel pottenbakken zijn brood te verdienen. De passie voor keramiek en pottenbakken bleef bestaan.
Hij keerde terug naar St. Helens, waar hij barman werd. Al gauw stond Johnny bekend als een zware drinker.
Midden jaren 90 verdeelde hij zijn domicilie tussen Londen en Glasgow. Hij koesterde de ambitie om een stand-upcomedian te worden, maar verdeed het grootste deel van zijn tijd met het consumeren van alcohol.
Johnny's tv-debuut was als deelnemer aan het quiz-programma Win, Lose or Draw waaraan hij deelnam onder zijn geboortenaam Michael. Wel maakte hij bekend in de quiz dat hij stand-upcomedian wilde worden en dat dan zijn artiestennaam Johnny Vegas zou zijn.

### Weg met Michael, welkom Johnny

#### Vroegere optredens
Voor zijn succes in de jaren 90 trad Johnny al vaak op in het Citadel Arts Centre in St. Helens waar hij zijn typetjes uitvond, uittestte en bijwerkte. Zijn carrière kwam op gang nadat hij in 1997 een Festival Critic's Award won op het Edinburgh Festival. Hij was de eerste nieuwkomer die tevens genomineerd werd voor de Perrier Comedy Award. Johnny won ook de Leicester Mercury's Comedian of The Year-competitie in 1998.
Zijn eerste shows The Johnny Vegas Gameshow en The Johnny Vegas Show bevatten elementen als meezingers, op het podium pottenbakken, verbale agressie naar het publiek en dronkenschap. Hij werd beschuldigd van seksisme, en het publiek ervoer grote variaties in de kwaliteit van zijn optredens. Volgens het publiek liet het talent van Vegas hem bij momenten in de steek, wat hij dan op trachtte te vangen door schandelijke fragmentarische opvoeringen.
De tragedie van zijn shows is dat men soms niet meer weet wanneer hij acteert of wanneer hij echt persoonlijk verdriet toont.

#### Van stand-upkomiek naar filmacteur
In 2001 vertolkte hij de rol van Charlie in de film Happiness waardoor hij overstapte naar het acteren. In 2003 schreef en speelde hij in zijn eerste eigen productie, de film Who's Ready For Ice Cream, een semi-autobiografische film, waarin hij een stand-upcomedian speelde die eerst succesvol lijkt te zijn, maar door persoonlijke tegenslagen zijn carrière ziet tanen, ondanks alle mogelijke inspanningen. De film werd geregisseerd door Stewart Lee en kwam meteen op dvd in omloop.
In 2004 vertolkte hij ook een rol in de film Sex Lives of the Potato Men. Het was een film waar hij hoge verwachtingen van koesterde, maar ondanks het goede werk sloeg de film niet aan bij het grote publiek en kreeg hij enkele slechte recensies.
Hij schreef en speelde in een BBC-radioproductie Night Class de rol van een schijnbaar autobiografisch personage als vakantie-animator en docent pottenbakken.
In 2004 speelde hij in de film Dead Men Weds naar een idee van Dave Spikey. In 2005 vertolkte hij de rol van Krook in een BBC-productie van Charles Dickens' boek Bleak House. Ook vertolkte hij de rol van Nick Bottom in een opgepoetstetaalversie van William Shakespeares A Midsummer Night's Dream.
In 2006 vertolkte hij naast Johnny Depp de rol van Sackville, een dichter en lid van de entourage van Charles II in de film The Libertine.
- Library of Congress Control Number: nr2005030376
- MusicBrainz: 05cf9a38-6b5b-452d-80a7-a20b3c104c2c
- Virtual International Authority File: 222222662
- WorldCat: E39PBJhd9pBGWVmb3KMXwCBMfq